# Château Frontenac
Fairmont Le Château Frontenac, běžně nazývaný Château Frontenac, je hotel v centru kanadského města Québec, jedna z hlavních památek města. Stojí na skalním masivu nad řekou svatého Vavřince. V roce 1981 byl vyhlášen Kanadskou národní historickou památkou. 
Osmnáctipatrový hotel, vysoký 80 metrů, byl otevřen v roce 1893. Postaven byl v historizujícím stylu podle návrhu architekta Bruce Price pro společnost Canadian Pacific Railway. Jméno získal po guvernérovi kolonie Nové Francie Louisi de Buade de Frontenacovi, který spravoval kolonii v letech 1662–1698. Patřil do řetězce Canadian Pacific Hotels. Od října 2001 je vlastníkem hotelový řetězec Fairmont Hotels and Resorts. Třikrát byl rozšířen, s největší rekonstrukcí v roce 1993.
Hotel sloužil také jako místo natáčení Hitchcockova filmu Zpovídám se z roku 1953. 